# دیوید آرمند
دیوید آرمند (انگلیسی: David Armand؛ زادهٔ september ۱۹۷۷ (۴۷ سال)) هنرپیشه، و طنز نویس اهل بریتانیا است.